# عوفر ليفي
عوفر ليفي (بالعبرية: עופר לוי) (بالأحرف اللاتينية Ofer Levi) المغني والملحن والموسيقي الإسرائيلي من رواد النمط الشرقي في النوع التركي والعربى.
وُلد عوفر ليفي في كريات آتا شرقي حيفا عام 1964 لعائلة من أصول كُردية.

## روابط خارجية
- عوفر ليفي على موقع IMDb (الإنجليزية)
- عوفر ليفي على موقع ميوزك برينز (الإنجليزية)